# Żanna Słoniowska
Żanna Słoniowska (tiếng Ukraina: Слоньовська Жанна; sinh năm 1978 tại Lviv) là một tiểu thuyết gia và nhà báo người Ba Lan. Cô là người đầu tiên giành Giải thưởng văn học Znak cho tiểu thuyết The House with the Stained-Glass Window và là một người đạt Giải thưởng Conrad.

## Tiểu sử
Żanna Słoniowska sinh ra trong một gia đình gốc Ba Lan. Sau khi tốt nghiệp Học viện In ấn Ukraine, cô làm nhà báo cho kênh truyền hình NTA.
Năm 2002, Żanna Słoniowska chuyển đến Ba Lan. Cô bắt đầu nghiên cứu tiến sĩ tại Đại học Khoa học Xã hội và Nhân văn của Warsaw. Sau khi kết hôn, cô đến sinh sống tại Krakow.
Năm 2013, Żanna Słoniowska xuất bản một cuốn sách lịch sử có tên là The most beautiful photographs of pre-war Lviv. Cuốn sách được minh họa bằng nhiều bức ảnh đẹp. Năm 2014, tiểu thuyết đầu tay The House with the Stained-Glass Window được cho ra mắt.
Tiểu thuyết này đã giúp Żanna Słoniowska giành giải thưởng của nhà xuất bản Znak ở hạng mục Tiểu thuyết hay nhất, và giúp cô đạt Giải thưởng Conrad dành cho các nhà văn mới. Tiểu thuyết này cũng lọt vào danh sách rút gọn của Giải thưởng văn học Nike năm 2016. Một nhà phê bình ở Polityka nói rằng "tầm cỡ của cuốn sách rất ấn tượng - thông qua câu chuyện về một gia tộc nhỏ, cuốn sách mô tả lịch sử của Ukraine trong một trăm năm qua". Một nhà phê bình khác gọi cuốn sách là "một câu chuyện tràn ngập màu sắc sống động, có nhiều tranh ảnh, những khoảnh khắc mơ mộng,... trên hết, đó là một câu chuyện cảm động và sâu sắc về những người phụ nữ, vốn là một phần hòa quyện trong lịch sử."

## Tác phẩm tiêu biểu
- Przedwojenny Lwów. Najpiękniejsze fotografie [The most beautiful photographs of pre-war Lviv]. RM. 2013. ISBN 978-83-7773-053-9.
- Dom z witrażem [The House with the Stained-Glass Window. Được dịch bởi Lloyd-Jones, Antonia. MacLehose. 2017. ISBN 978-0857057136.